# You Won’t Be Alone
You Won’t Be Alone ist ein Filmdrama mit Elementen des Folk Horror von Goran Stolevski, das Ende Januar 2022 beim Sundance Film Festival seine Premiere feierte und Anfang April 2022 in die US-Kinos kam. You Won’t Be Alone wurde von Australien als Beitrag für die Oscarverleihung 2023 als bester Internationaler Film eingereicht.

## Handlung
Anfang der 1880er Jahre gehen in einem mazedonischen Bergdorf seltsame Dinge vor sich. Ein junges Mädchen wird von einem alten, formwandelnden Geist ihrer Mutter weggenommen und in eine Hexe verwandelt. Der Wildnis überlassen, betrachtet die junge Hexe die Natur mit Neugier und Staunen. Nachdem sie in Notwehr eine Dorfbewohnerin getötet und sich ihres Körpers bemächtig hat, schlüpft sie nach und nach in die Gestalt verschiedener anderer, hier lebender Menschen. Sie lebt jahrelang unter den Dorfbewohnern, beobachtet sie und ahmt deren Verhalten nach, bis der uralte Geist zurückkehrt.

## Produktion
Regie führte Goran Stolevski, der auch das Drehbuch schrieb. Focus Features sicherte sich im Dezember 2020 die weltweiten Rechte, kurz nach dem Ende der Dreharbeiten in Serbien.
Die Filmmusik komponierte Mark Bradshaw. Das Soundtrack-Album mit insgesamt 15 Musikstücken wurde am 1. April 2022 von Back Lot Music als Download veröffentlicht.
Erste Vorstellungen des Films erfolgen ab dem 22. Januar 2022 beim Sundance Film Festival. Am 1. April 2022 kam der Film in die US-Kinos. Anfang Juli 2022 wurde der Film beim Internationalen Filmfestival Karlovy Vary gezeigt und Ende Juli 2022 beim New Horizons International Film Festival. Im Oktober 2022 erfolgten Vorstellungen beim Sitges Film Festival. Im November 2022 wurde er beim Internationalen Filmfestival Mannheim-Heidelberg gezeigt, das You Won’t Be Alone als einen (post-)feministischen Hexenfilm aus Australien beschreibt. Im Januar 2023 wurde er beim Palm Springs International Film Festival gezeigt. Im Juli 2024 wird der Film beim Neuchâtel International Fantastic Film Festival vorgestellt.

## Rezeption

### Altersfreigabe und Kritiken
In den USA erhielt der Film von der MPAA ein R-Rating, was einer Freigabe ab 17 Jahren entspricht.
Von den bei Rotten Tomatoes aufgeführten Kritiken sind 93 Prozent positiv bei einer durchschnittlichen Bewertung mit 7,7 von 10 möglichen Punkten. Auf Metacritic erhielt der Film einen Metascore von 81 von 100 möglichen Punkten.

### Auszeichnungen
You Won’t Be Alone wurde von Australien als Beitrag für die Oscarverleihung 2023 in der Kategorie Bester Internationaler Film eingereicht. Im Folgenden eine Auswahl weiterer Nominierungen und Auszeichnungen.
Festival international du film de La Roche-sur-Yon 2022
- Auszeichnung mit dem Special Jury Prize (Goran Stolevski)[16]

Internationales Filmfestival Mannheim-Heidelberg 2022
- Auszeichnung mit dem Newcomer Award
- Nominierung im Wettbewerb „On the Rise“[17]

Palm Springs International Film Festival 2022
- Aufnahme in die Liste der Directors to Watch (Goran Stolevski)[18]

Sitges Film Festival 2022
- Nominierung im Oficial Fantàstic Competition[19]

Sundance Film Festival 2022
- Nominierung im World Cinema Dramatic Competition

Sydney Film Festival 2022
- Nominierung im Hauptwettbewerb[20]